# Hrabstwo Linn (Iowa)

Piramida wieku hrabstwa

Hrabstwo Linn – hrabstwo położone w USA w stanie Iowa z siedzibą w mieście Cedar Rapids. Założone w 1839 roku.

## Miasta i miejscowości
| - Alburnett - Bertram - Cedar Rapids - Center Point - Central City - Coggon | - Ely - Fairfax - Hiawatha - Lisbon - Marion - Mount Vernon | - Palo - Prairieburg - Robins - Springville - Walker |

## Drogi główne
| - Interstate 380/Iowa Highway 27 - U.S. Highway 30 - U.S. Highway 151 | - U.S. Highway 218 - Iowa Highway 1 - Iowa Highway 13 |

## Sąsiednie Hrabstwa
- Hrabstwo Benton
- Hrabstwo Buchanan
- Hrabstwo Cedar
- Hrabstwo Delaware
- Hrabstwo Iowa
- Hrabstwo Johnson
- Hrabstwo Jones